# Шарки (Хмельницький район)
Шарки́ — село в Україні, у Деражнянській міській громаді Хмельницького району Хмельницької області. Населення становить 375 осіб.

## Історія
Село засноване 1498 року. У минулому Шарки також називалися Орлінці  і Липковці. Через нього колись протікала річка Руда - впадала в річку Вовк, від якої сьогодні залишилося лише невелике русло.
До 1765 року вони належали Щепану Ігнацію Маковському, потім Адаму Тиравському, а в 1779 році власником села став Пьотр Теппер. Під час поділів Польщі Шарки входили до ґміни Деражня Летичівського повіту Подільського воєводства. 
У 1914 році в селі збудовано православну церкву, яка діє і досі.
7 (20) листопада 1917 року, відповідно до Третього Універсалу Української Центральної Ради, увійшло до складу Української Народної Республіки.
12 червня 2020 року, відповідно до розпорядження Кабінету Міністрів України № 727-р «Про визначення адміністративних центрів та затвердження територій територіальних громад Хмельницької області», увійшло до складу Деражнянської міської громади.
19 липня 2020 року, в результаті адміністративно-територіальної реформи та ліквідації Деражнянського району, село увійшло до складу Хмельницького району.

## Населення
Згідно з переписом УРСР 1989 року чисельність наявного населення села становила 437 осіб, з яких 177 чоловіків та 260 жінок.
За переписом населення України 2001 року в селі мешкало 379 осіб. 100 % населення вказало своєю рідною мовою українську мову.

## Галерея

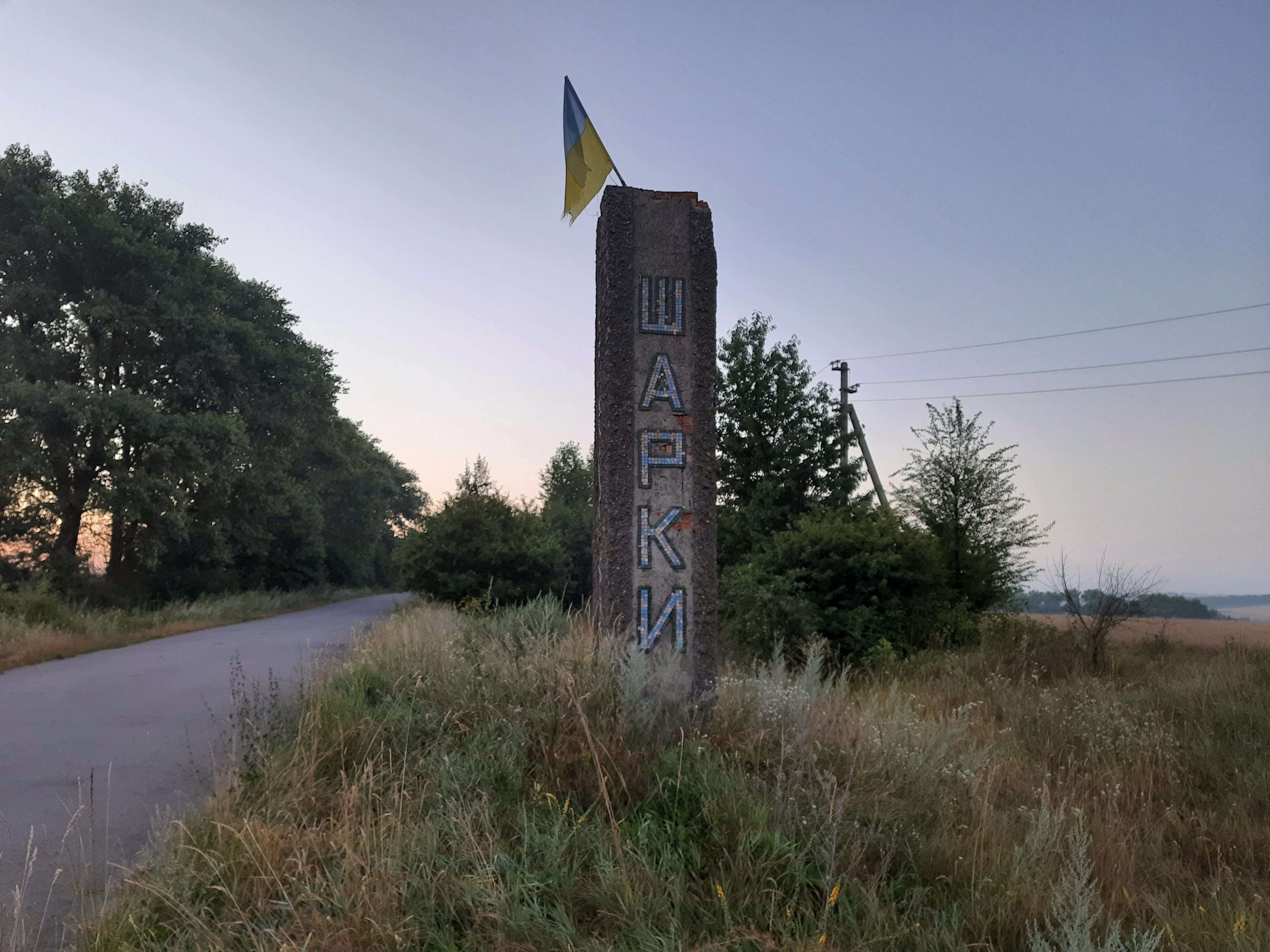
Знак при в'їзді в село
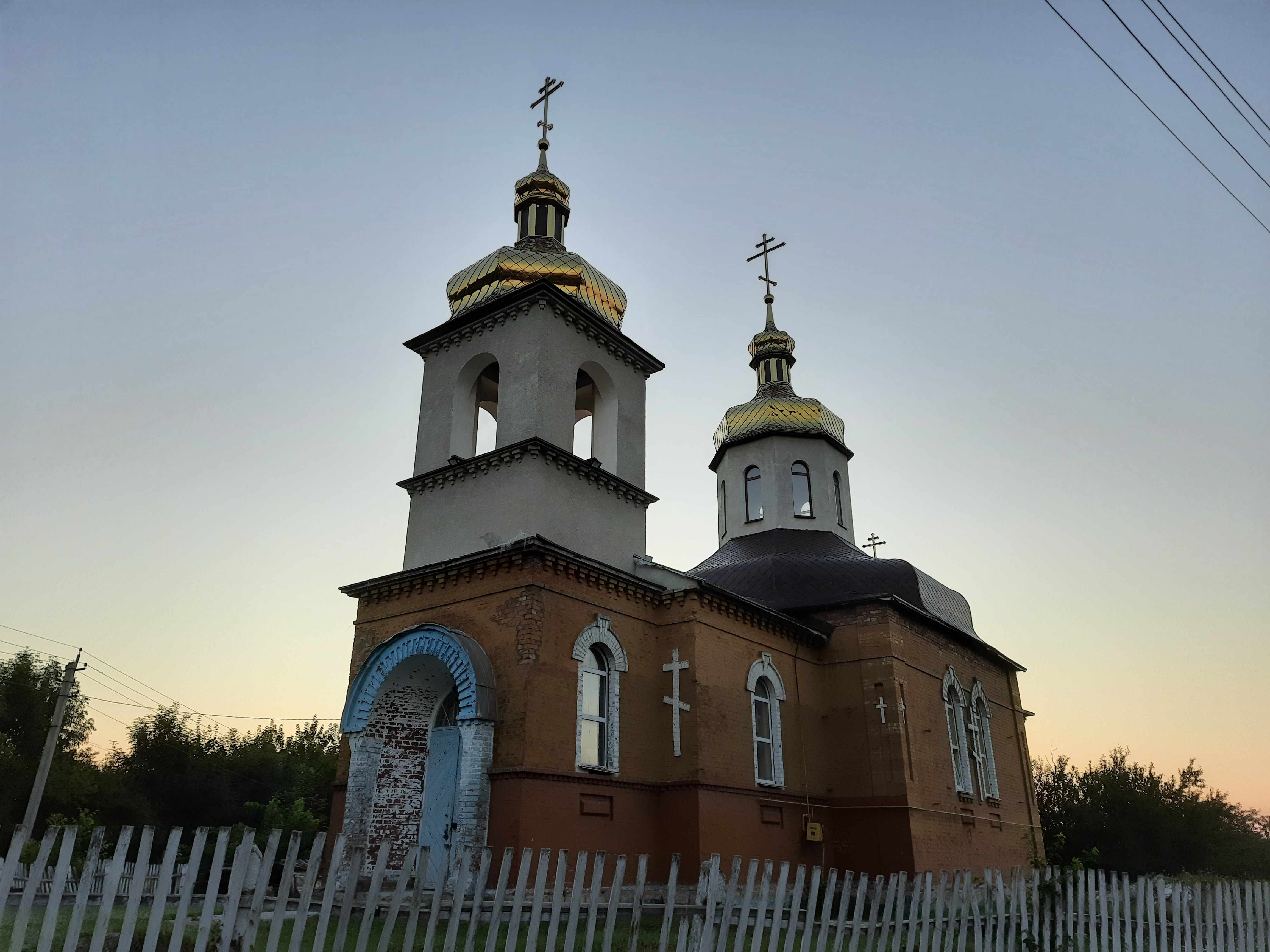
Михайлівська церква 1914р
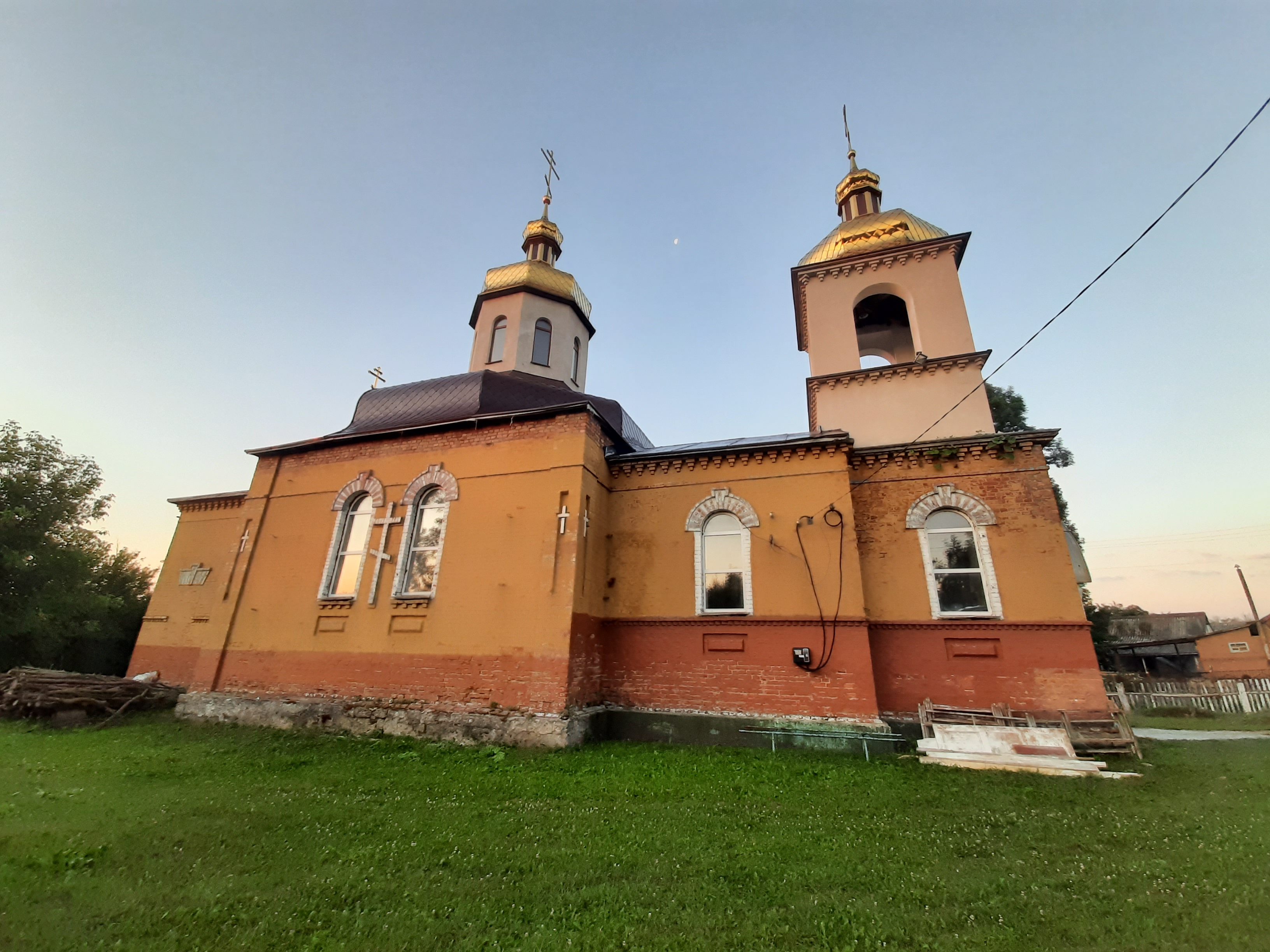
Михайлівська церква
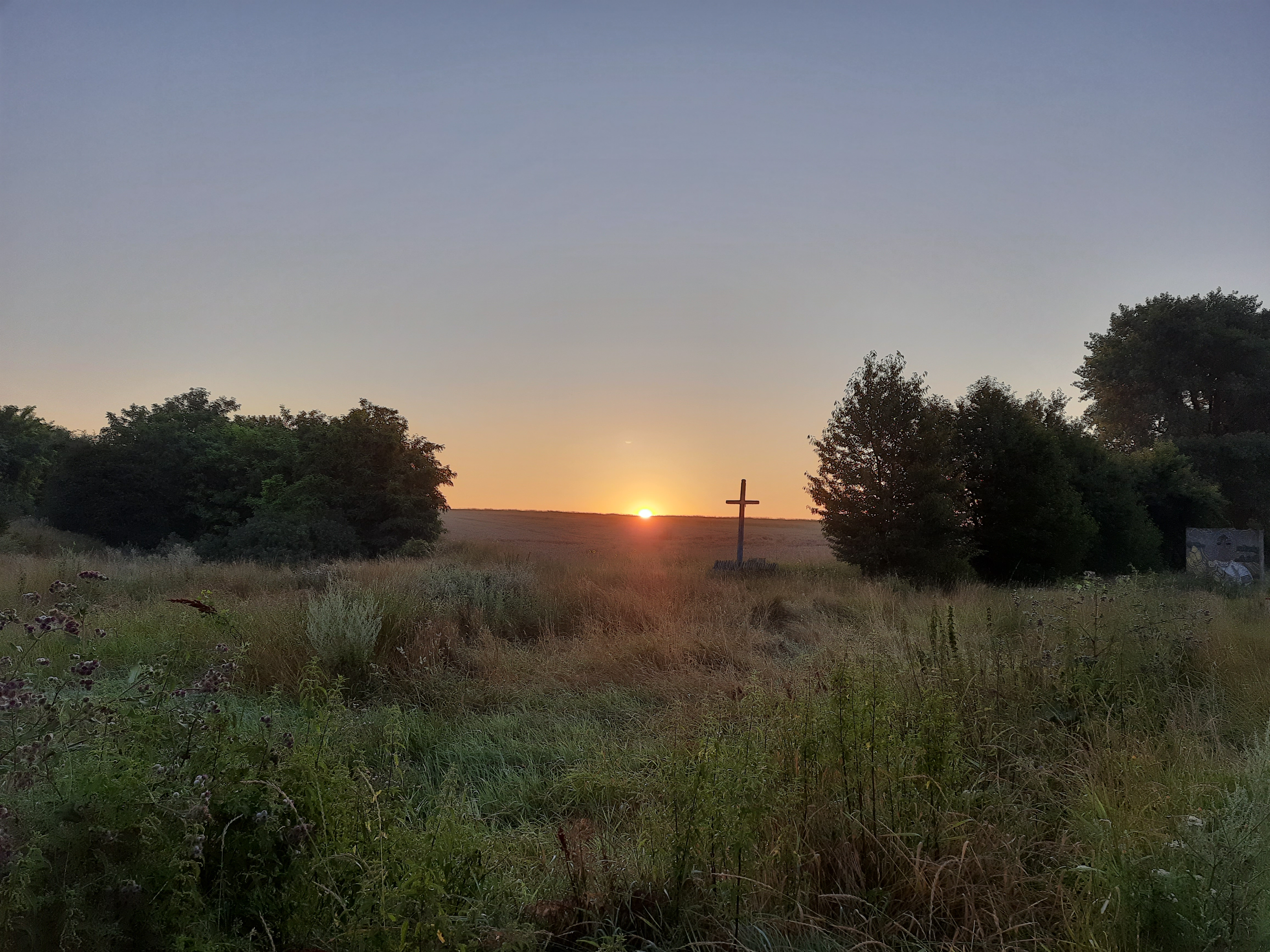
Краєвид біля села

## Видатні уродженці
- Казимир Брамський — український інженер, історик міського електричного транспорту Києва.